# Uļjana Semjonova
Uļjana Semjonova (en russe : Ульяна Ларионовна Семёнова, Ouliana Larionovna Semionova) née le 9 mars 1952 à Dvinsk, aujourd'hui Daugavpils, est une ancienne joueuse de basket-ball soviétique d'origine russe. Elle est maintenant de nationalité lettone. Souffrant d'acromégalie, Uļjana Semjonova mesure 2,13 m et chausse du 58,.

## Biographie
Ouliana Semenova est née le 9 mars 1952 à Dvinsk aujourd’hui Daugavpils, l'une des plus grandes villes de l'actuelle Lettonie. Elle souffre d'acromégalie, anomalie de croissance également présente chez Roberto Dueñas et Gheorghe Mureșan. C'est ainsi qu'à l'âge de treize ans, elle mesure déjà 1,90 mètre. Raimonds Karnītis (en), entraîneur du Daugava Riga la fait venir à Riga. Dès seize ans, alors qu'elle a atteint la taille de 2,07 mètres, elle rejoint l'équipe première. Le club est déjà le club majeur en Europe, avec alors sept coupes des clubs champions (sur neuf éditions), dont les quatre titres succesifs de 1964 à 1967. Avec cette nouvelle arme, le club de Riga remporte toutes les éditions de 1968 à 1975, dont trois finales remportées face aux « demoiselles » de Clermont et deux face au BLC Sparta Prague de 1971 à 1975. En 1975-1976, le club n'avait pas disputé la compétition en raison d'un boycott soviétique. Riga retrouve son titre en 1977 face à Clermont. En 1985, le club a également disputé une finale et remporte la Coupe Ronchetti 1987.
Cette domination sur le basket européen se double également d'une domination au niveau des équipes nationales. Avec l'équipe d'URSS, elle remporte le premier titre olympique féminin, lors des Jeux olympiques de 1976 à Montréal, réalisant le doublé avec le titre lors de l'édition des Jeux olympiques 1980 de Moscou.
Elle remporte également trois titres mondiaux, en 1971 au Brésil, 1975 en Colombie et 1983 au Brésil et dix titres consécutifs de championne d'Europe. Lors du championnat du monde 1979, l'absence de de titre s'explique par le boycott de l'URSS en raison de la guerre froide. Durant sa carrière sous le maillot de l’URSS, débutée en 1968, jusqu’à la fin de sa carrière internationale en 1986, sa sélection demeure invaincue.
En décembre 1987, elle rejoint le club espagnol du Tintoretto Madrid basé à Getafe, club alors en position de relégation de la Liga Femenina. Elle est alors la première soviétique à évoluer à l'étranger. Pour son premier match, elle inscrit 22 points et capte 31 rebonds. Le club dispute en fin de saison la finale de la Ligue féminine, s'inclinant face au CB Tortosa-Raventós Catasús.
La saison suivante, âgée de trente-sept ans, elle rejoint le club de Valenciennes-Orchies. Elle est toutefois confrontée à de tenaces problèmes de santé, des infections articulaires provoquées à l'origine par une bénigne ampoule, mais attisées par son diabète. Ainsi, elle fait même un coma à la mi-temps d’un match de coupe d’Europe contre Poznan. Elle met un terme à sa carrière en 1989.
À la suite de ses ennuis de santé, elle est amputée d'une jambe en 2022. Désormais incapable de marcher à cause de la faiblesse de son autre jambe, elle est soutenue financièrement par ses amies de Clermont, qui ont créé une cagnotte en ligne désormais fermée, pour lui permettre d'équiper son appartement.
En 1993, elle devient la première basketteuse non américaine à entrer dans le Basketball Hall of Fame de Springfield (Massachusetts). En 2007, elle est également élue au Hall of Fame de la FIBA.

## Clubs
- 1967-1987 :  Daugava Riga
- 1987-1988 :  Tintoretto Madrid
- 1988-1989 :  Valenciennes-Orchies

## Palmarès

### Équipe nationale d’URSS
- Jeux olympiques d'été
  -  médaille d’or aux Jeux olympiques d'été de 1976 à Montréal
  -  médaille d’or aux Jeux olympiques d'été de 1980 à Moscou
- Championnat du monde
  -  championne du monde en 1971 au Brésil, 1975 en Colombie et 1983 au Brésil
- Championnat d'Europe
  -  championne d'Europe en 1968, 1970, 1972, 1974, 1976, 1978, 1980, 1981, 1983, 1985

### Club
- Coupe d’Europe des clubs champions de 1968 à 1975, 1977, 1981 et 1982
- Vainqueur de la Coupe Ronchetti : 1987
- 15 championnats d’URSS